# فيليس نيكولسون
فيليس نيكولسون (بالإنجليزية: Phyllis Nicolson)‏ (21 سبتمبر 1917 - 6 أكتوبر 1968) كانت عالمة رياضيات بريطانية اشتهرت بعملها على طريقة كرنك-نيكولسون مع جون كرنك.